# Dicranomyia (Dicranomyia) divisa
Dicranomyia (Dicranomyia) divisa is een tweevleugelige uit de familie steltmuggen (Limoniidae). De soort komt voor in het Nearctisch en Neotropisch gebied.